# Pseudosimnia wieseorum
Pseudosimnia wieseorum là một loài ốc biển, là động vật thân mềm chân bụng sống ở biển thuộc họ Ovulidae.